# Associação Académica da Brava
L'Associação Académica da Brava (crioll capverdià: Akadémika da Brava) és un club capverdià de futbol de la ciutat de Nova Sintra a l'illa de Brava.

## Palmarès
- Lliga de Brava de futbol:[4]

2001/02, 2011/12
- Supercopa de Brava de futbol:

2015/16